# 46EY busz (Debrecen)

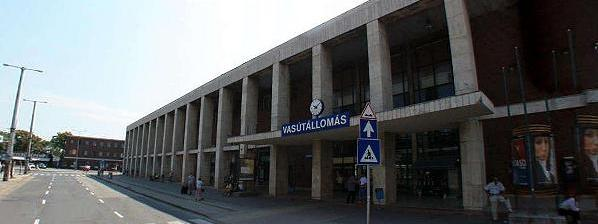
Nagyállomás

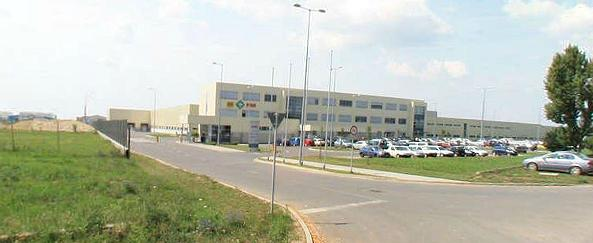
Inter Tan-ker Zrt.

A debreceni 46EY busz a Nagyállomás és az Inter Tan-Ker Zrt. között közlekedik a Flexiforce Hungary Kft. és a Sensirion Hungary Kft. érintésével. Útvonala során érintette a belvárost, Segner teret, Tescót és a Határ úti ipari parkot. A 46EY járatokon felül közlekednek 46-os, 46E, 46H, 46Y és 146-os jelzésű autóbuszok is.

## Történet
A Határ úti ipari park területe nyugati irányban bővült, ennek a résznek a kiszolgálására új járatokat indítottak 46Y és 46EY jelzéssel, melyek megállnak a Flexiforce Hungary Kft.-nél és a Sensirion Hungary Kft.-nél, ezzel lefedve a nyugati részt is.

## Járművek
A viszonylaton Alfa Cívis 12 és Alfa Cívis 18 típusú buszok közlekednek.

## Útvonala
| Év       | Végállomások                     | Útvonal oda                                                                                   | Útvonal vissza                                                                                |
| -------- | -------------------------------- | --------------------------------------------------------------------------------------------- | --------------------------------------------------------------------------------------------- |
| 2021-től | Nagyállomás – Inter Tan-Ker Zrt. | Erzsébet utca – Külsővásártér – Nyugati utca – Kishegyesi út – Határ út – Richter Gedeon utca | Richter Gedeon utca – Határ út – Kishegyesi út – Nyugati utca – Külsővásártér – Erzsébet utca |

## Megállóhelyei
| 0  | Nagyállomás végállomás        | 17 | 1, 2 10, 10A, 10Y, 14, 14I, 16, 18, 18Y, 21, 30, 30A, 30I, 30N, 37, 39, 39X, 42, 42A, 43, 44, 46, 46E, 46H, 46Y, 47, 47Y, 48, 49, 49A, 49D, 49Y, 146, Airport1 5, 5A Helyközi buszok |
| 3  | Mechwart András SZKI          | 15 | 10, 10A, 10Y, 46, 46H, 49, 49D, 49Y 3, 3A, 4, 5, 5A |
| 4  | Segner tér                    | 13 | 3, 3A, 4, 5, 5A 10, 10A, 10Y, 11, 13, 14, 17, 17A, 24, 24Y, 25, 25Y, 33, 33E, 33Y, 34, 35, 35E, 35Y, 36, 42, 42A, 45, 46, 46E, 46H, 46Y, 49, 49D, 49Y, 125, 125Y, 146, A1            |
| 7  | Dorottya utca                 | 10 | 12, 15G, 17, 17A, 22, 22Y, 24, 24Y, 25, 25Y, 46, 46E, 46H, 46Y, 125, 125Y, 146 |
| 8  | Gyepűsor utca                 | 8  | 12, 15G, 17, 17A, 22, 22Y, 24, 24Y, 25, 25Y, 46, 46E, 46H, 46Y, 125, 125Y, 146 |
| 11 | Pósa utca                     | 6  | 15G, 17, 17A, 42, 42A, 43, 46, 46E, 46H, 46Y |
| 12 | Ipari Park bejáró út          | 5  | 15G, 46, 46E, 46H, 46Y |
| 13 | FAG                           | 4  | 15G, 46, 46E, 46H, 46Y |
| 14 | Richter Gedeon utca           | 3  | 15G, 46, 46E, 46H, 46Y |
| 15 | Flexiforce Hungary Kft.       | 1  | 46Y |
| 16 | Sensirion Hungary Kft.        | 2  | 46Y |
| 18 | Inter Tan-Ker Zrt. végállomás | 0  | 15G, 46, 46E, 46H, 46Y |

## Járatsűrűség
Pontos indulási idők itt.